# Muladi Upazila
Muladi Upazila är ett underdistrikt i Bangladesh. Det ligger i den södra delen av landet, 90 km söder om huvudstaden Dhaka.
Trakten runt Muladi Upazila består till största delen av jordbruksmark. Runt Muladi Upazila är det mycket tätbefolkat, med 1 177 invånare per kvadratkilometer.